# 月刊Comp Ace
《月刊Comp Ace》（日語：月刊コンプエース）是由KADOKAWA（角川書店品牌）發行的漫畫雜誌。2005年3月26日創刊之初為季刊，於同年11月26日發售的Vol.4開始改為雙月刊。自2006年12月26日發售Vol.10開始月刊化。2007年6月26日（8月號）起脫離《Comptiq》增刊號獨立創刊，雜誌名亦增加「月刊」二字。

## 沿革
Comp Ace為《月刊少年Ace》增刊《Ace桃組》的繼刊。兼任Ace和Comptiq的編輯採納了以電腦遊戲的漫畫化作品為主導的多媒體路線。然而與桃組不同的是它以《Comptiq》增刊的名義創刊。
在從《Comptiq》獨立出來並以Comp為名的漫畫雜誌中自從前的《月刊Comic Comp》（1988年 - 1994年）休刊以來已歷時11年。
連載作品多為日本成人遊戲的漫畫化作品，但念其為少年漫畫雜誌，對女性角色的脫衣場景及入浴場景在尺度上具有一定程度的節制，故事上也鮮有庸俗的內容。
創刊當初原則上不對日本漢字作旁注標記，但考量到姐妹雜誌《少年Ace》為少年漫畫雜誌這一點，現在全部漢字均使用旁注標記。
由於前身為Comptiq增刊，例如像書店上架時本雜誌未被擺放在漫畫雜誌的專區，而是和遊戲雜誌或動畫雜誌放在一塊的情形也時有發生。
如果是漫畫作品一氣呵成刊載結束或是多次休載的情形，或是遇到雜誌内夾帶包裝好的長條海報等附加品的情況，雜誌在厚度上會有大幅度的變化。
2010年6月在日本國內被列為第三類郵寄品（定期發行刊物）。它和月刊少年Ace、YOUNG ACE、KEROKERO ACE、月刊Asuka、Comptiq這5本雜誌一同參與由角川書店主辦的角川漫畫新人賞，值得一提的是其中的一項特別賞為Comp Ace和Comptiq所共有。
2017年1月起（2017年3月号），会在Kindle上同步发行电子版。

## 連載中

### 漫畫化作品・跨媒體企劃
除了定期連載，也會刊載非連載的作品，如《Fate/stay night》、《暮蟬悲鳴時》、《SHUFFLE!》、《.hack//G.U.》等短篇集。
- 悪役一家の奥方、死に戻りして心を入れ替える。（原作：丘野優・キャラクター原案：TEDDY・漫画：鏡、2022年3月号 - ）
- 帶著智慧型手機闖蕩異世界。（原作：冬原パトラ・角色原案：兔塚英志・漫画：そと、2017年1月号 - ）
- 怕痛的我，把防禦力點滿就對了（原作：夕蜜柑・角色原案：狐印・漫画：おいもとじろう、2018年7月号 - ）
- OVERLORD（原作：丸山黃金・角色原案：so-bin・漫画：深山フギン・漫画版脚本：大塩哲史、2015年1月号 - ）
- OVERLORD 不死者のOh!（原作：丸山くがね・角色原案：so-bin・漫画：じゅうあみ、2017年3月号 - ）
- 影の英雄の日常譚 勇者の裏で暗躍していた最強のエージェント。組織が解体されたので、正体隠して人並みの日常を謳歌する。（原作：坂石遊作・角色原案：TYONE・漫画：kanco、2020年9月号 - ）
- オールラウンダーズ!! 転生したら幼女でした。家に居づらいのでおっさんと冒険に出ます（原作：サエトミユウ、角色原案：又市マタロー、漫画：ひらのせい、2022年4月号 - ）
- 我想成為影之強者！（原作：逢沢大介・角色原案：東西・漫画：坂野杏梨、2019年2月号 - ）
- 駆除人（原作：花黒子・角色原案：KT2・漫画：浅川圭司、2017年8月号 - ）
- シャバの「普通」は難しい（原作：中村颯希・角色原案：村カルキ・漫画：ばたこ、2018年11月号 - ）
- 主人公じゃない!（原作：ウスバー・角色原案：天野英・漫画：メイジ、2021年2月号 - ）
- 捨てられ白魔法使いの紅茶生活（原作：瀬尾優梨・角色原案：YahaKo・漫画：騎羽こうじ、2021年4月号 - ）
- 治癒魔法的錯誤使用法～奔赴戰場的回復要員～（原作：くろかた・角色原案：KeG・漫画：久我山レキ、2017年6月号 - ）
- Dジェネシス ダンジョンが出来て3年（原作：之貫紀・漫画：平未夜、2020年10月号 - ）
- 天空の城をもらったので異世界で楽しく遊びたい（原作：井上みつる・角色原案：平井ゆづき・漫画：Matsuki、2019年6月号 - ）
- 東方醉蝶華 ～ 食蓮者們的醉醒（原作：ZUN・漫画：水炊き、2020年1月号 - ）
- Fate/Apocrypha（原作：TYPE-MOON・東出祐一郎・作画：石田晶、2016年8月号 - ）
- Fate/EXTRA CCC FoxTail（原作：TYPE-MOON・Marvelous・作画：たけのこ星人、2013年12月号 - ）
- Fate/kaleid liner 魔法少女☆伊莉雅 ドライ!!（原作・企画原案：TYPE-MOON・漫画：ひろやまひろし、2009年6月号 - ）
- 武装メイドに魔法はいらない（原作：忍野佐輔、角色原案：大熊まい、漫画：さよなか、2022年4月号 - ）※集中連載
- 被捲入了勇者召喚事件卻發現異世界很和平（原作：灯台・角色原案：おちゃう・漫画：平安ジロー、2018年10月号 - ）
- 幼女戰記（原作：カルロ・ゼン・角色原案：篠月しのぶ・漫画：東條チカ、2016年6月号 - ）
- LV999の村人（原作：星月子猫・角色原案：ふーみ・漫画：岩元健一、2017年7月号 - ）

## 不定期連載、休載中
- Eirun Last Code～自架空世界至戰場～（原作：東龍乃助・設計原案：汐山このむ・貞松龍壱・漫画：みことあけみ、2019年4月号 - ）
  - 2019年8月號後休載
- やり直し令嬢は竜帝陛下を攻略中（原作：永瀬さらさ・キャラクター原案：藤未都也・漫画：柚アンコ、2020年9月号 - ）

## 連載完結

### 漫畫化作品・跨媒體企劃
- PROJECT IM@S（原作：NAMCO・畫：稍日向）
- 偶像大師 XENOGLOSSIA（原作：矢立肇・腳本：涼風涼・漫畫：黒崎まいり、VOL.012 - 2008年3月號）
- 夕陽染紅的坡道（原作：feng・漫畫：酒月ほまれ、2008年8月號- 2009年6月號）
- Alice Quartet OBBLIGATO（MooNPhase・藤枝雅・源久也、Vol.001 - 2008年1月號）
- AR 〜忘れられた夏〜（原作：CIRCUS・畫：虎向ひゅうら、Vol.006 - Vol.008）
- 聖靈之心（原作：EXAMU・漫畫：葉生田采丸、2008年3月號 - 2009年3月號）
- ARS:MAGNA!（原作：Light・漫畫：伊藤大育、2008年4月號 - 9月號）
- Valkyrie Complex ZERO（原作：CIRCUS・漫畫：峠比呂、2009年7月號- 12月號）
- EVE 〜new generation〜（原作：EVE new generation製作委員會・漫畫：藤真拓哉）
- H2O -FOOTPRINTS IN THE SAND-（原作：枕・漫畫：狗神煌、VOL.011 - 2008年4月號）
- 我們沒有羽翼（原作：Navel・漫畫：日下皓、2009年1月號 - 2010年2月號）
- 快盜天使雙胞胎（原作：Sammy・漫畫：瀬菜モナコ、2007年10月號 - 2009年9月號）
- Gift（原作：MOONSTONE・漫畫：Yukiwo、2006年2月號 - 2007年3月號）
- 妳是主人我是僕（原作：みなとそふと・漫畫：皇ハマオ、白貓參謀、2007年12月號- 2009年6月號）
- Canvas2（原作：F&C FC01・漫畫：兒玉樹）
- Clear（原作：MOONSTONE・漫畫：Yukiwo、2007年8月號 - 2008年7月號）
- 戀愛少女與守護之盾 -The shield of AIGIS-（原作：AXL／Alchemist・漫畫：綾野直人、2008年12月號- 2009年6月號）
- Code Geass娜娜莉的夢魘（原作：大河内一樓・谷口悟朗・漫畫：たくま朋正、Vol.010 - 2009年5月號）
- 青空下的約定 - melody of the sun and sea -（原作：TGL・Alchemist・漫畫：シロガネヒナ）
- 最終試験Kujira progressive C-side（原作：CIRCUS・漫畫：宇佐美渉）
- 櫻花之詩 -The tear flows because of tenderness.-（原作：枕・漫畫：オダワラハコネ、Vol.001 - Vol.006）
- 召喚少女〜ElementalGirl Calling〜（原作：VRIDGE・漫畫：魚肉ん）
- SweetHoneyComing（原作：HOOKSOFT・漫畫：ういらあくる、2009年3月號 - 7月號）
- School Days（原作：Overflow・漫畫：酒月ほまれ、 - 2007年11月號）
- 強襲魔女（島田フミカネ&Projekt Kagonish）
- Soul Link -SIGNAL CODE:0-（原作：Navel・漫畫：今ノ夜きよし、Vol.001 - Vol.003）
- 空を飛ぶ、3つの方法。（原作：La'cryma・腳本：神夜優・漫畫：霜月絹鯊、2008年1月號 - 2009年3月號）
- 仰望天空的少女瞳中的世界（原作：京都動畫・漫畫：MAKOTO2号、2009年5月號 - 10月號）
- 初音島Girl's Symphony（原作：CIRCUS・漫畫：あらいぐま・故事構成：RED FLAGSHIP、2009年6月號 - 12月號）
- 遊魂 -Kiss on my Deity-（原作：Lump of Sugar・漫畫：Yukiwo・劇情：ユウヤ、2009年1月號 - 7月號）
- Tick! Tack! -NEVER SAY GOODBYE-（原作：Navel・漫畫：日下晧）
- 嬌蠻之吻（原作：きゃんでぃそふと・漫畫：皇ハマオ）
- 天元突破紅蓮螺巖 紅蓮學園篇（原作：GAINAX・中島かずき・監修：中島かずき・系列構成：財津A司・漫畫：吉川かば夫、2008年10月號 - 2009年3月號）
- BASQUASH!（原作：河森正治、ロマン・トマ/SATELIGHT・漫畫：影九・故事構成：財津A司、2009年6月號 - 11月號）
- 暮蟬悲鳴時 鬼曝篇（原作：龍騎士07・畫：鬼頭えん、Vol.002 - Vol.008）
  - 暮蟬悲鳴時怪 崩潰篇（原作：龍騎士07・畫：鬼頭えん、Vol.010 - 、休載後以單行本完結）
  - 暮蟬悲鳴時 心癒篇（原作：龍騎士07・漫畫：影崎由那、2008年10月號 - 2009年4月号）
- FairlyLife（原作：HOOK・漫畫：森崎くるみ、2008年11月號 - 2009年1月號）
- Fate/kaleid liner 魔法少女☆伊莉雅（原作・企劃原案：TYPE-MOON・漫畫：廣山弘、2007年11月號 - 2009年1月號）
- FESTA!! -HYPER GIRLS POP-（原作：Lass・漫畫：かんきりこ）
- PRINCESS WALTZ（原作：PULLTOP・漫畫：柴都しゅう）
- 魔法人力派遣公司 from SOLOMON（原作：三田誠・人物原案：pako・漫畫：MAKOTO2號、2007年7月號 - 2008年5月號）
- BALDRSKY Dive1 "Lost Memory"（原作：戲畫・漫畫：田仲康二、2009年4月號 - 2009年9月號）
- 夢想灯籠（原作：日本一Software・漫畫：いくさ∞、2009年5月號 - 2009年9月號）
- 星之歌（原作：Front Wing・漫畫：Fumio、2009年5月號 - 2010年8月号 ）
- 尋找失去的未來（原作：Trumple、2011年11月號－2012年10月號）
- 穢翼的尤斯蒂婭（原作：August・漫畫：瀨菜モナコ、2012年4月號 - 2013年6月号 ）
- 東方三月精 〜Visionary Fairies in Shrine.（原作：ZUN・漫画：比良坂真琴、2016年3月号 - 2019年11月号）※季刊連載
- 異世界転生に感謝を（原作：古河正次・角色原案：六七質・漫画：二戸謙介、2017年12月号 - 2019年3月號）
- 悪役令嬢なのでラスボスを飼ってみました（原作：永瀬さらさ・角色原案：紫真依・漫画：柚アンコ、2018年8月号 - 2019年10月號）
- 淺草鬼妻日記 天酒馨只想和前世娘子平淡生活。（原作：友麻碧・角色原案：あやとき・漫画：鳴原千、2018年9月号 - 2019年11月號）
- 破滅の魔導王とゴーレムの蛮妃（原作：北下路来名・角色原案：芝・漫画：いのうえひなこ、2019年2月号 - ）
- 魔導具師妲莉亞永不妥協～從今天開始的自由職人生活～（原作：甘岸久弥・角色原案：景・漫画：釜田、2019年6月號 - 2020年4月號）
- 願わくばこの手に幸福を（原作：ショーン田中・角色原案：おちゃう・漫画：メイジ、2019年6月号 - 2020年6月号）
- 魔王の器（原作：月野文人・角色原案：ttl・漫画：鈴木魚、2019年8月号 - 2020年2月号）

### 雜誌原創作品
- M.A.O.（漫画：大富寺航、2008年9月號 - 2009年3月號）
- Battle Cinder-Ella（畫：さなづらひろゆき）
- 幻想主義（犬威赤彥）
- KATi KATi（漫畫：大富寺航）
- HR（漫畫：くろがねぎん、創刊號 - 2008年8月號）

## 外部連結
- コンプエース公式サイト （页面存档备份，存于）
- コンプティーク＆コンプエース的X（前Twitter）
- コンプエース - Niconico靜畫